# Rövidhullám

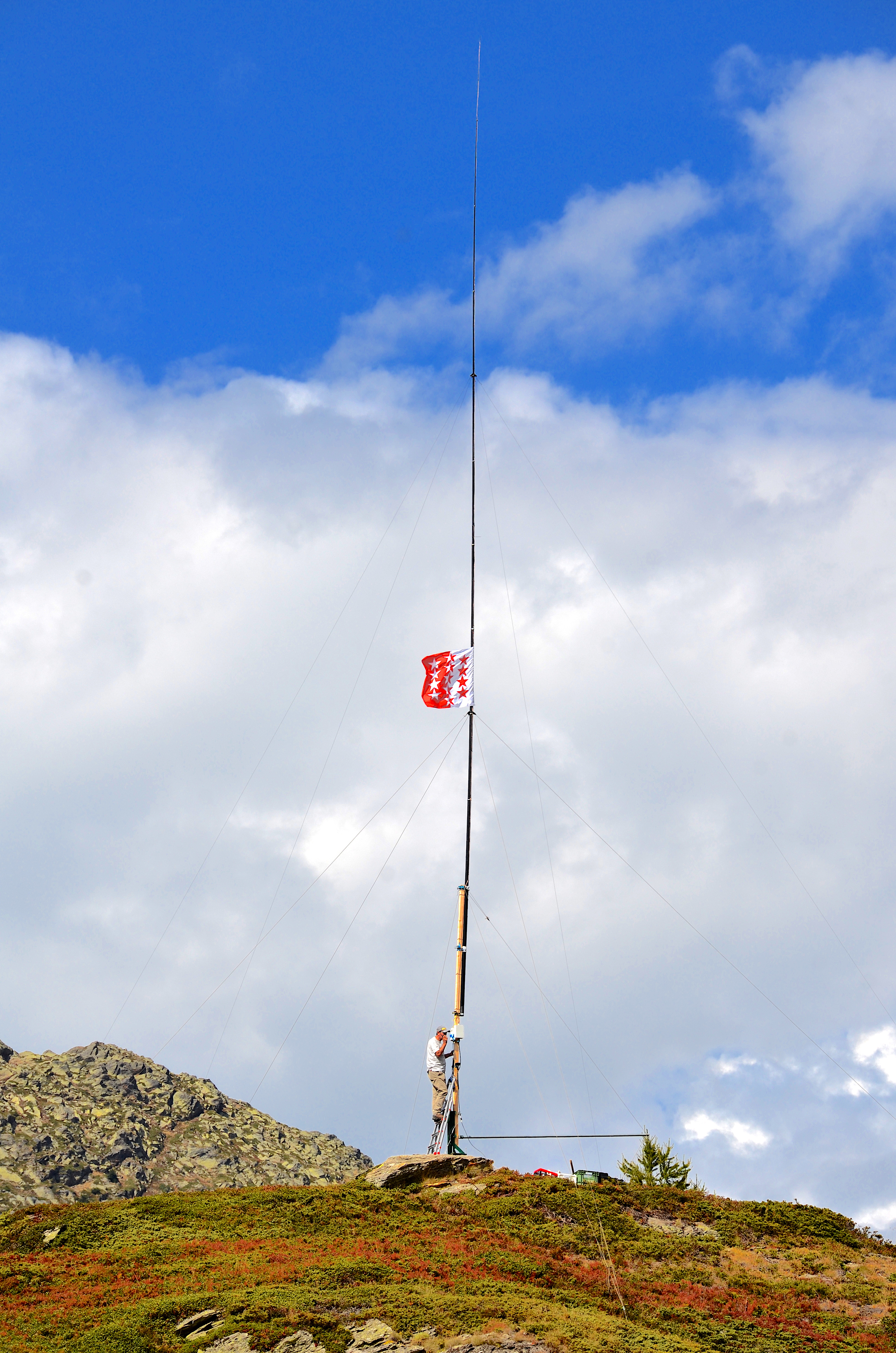
Rövidhullámon működő antenna

Rövidhullámnak nevezik az elektromágneses sugárzás 3…30 MHz frekvenciatartományba (10…100 m hullámhossztartományba) tartozó részét.
Angol rövidítése: SW (Short Wave), német rövidítése: KW (Kurzwelle). A frekvencia alapján jelölése HF, ami az angol High Frequency (am. magas frekvencia) kifejezés rövidítése. Magyarországon gyakori az RH rövidítés használata.

## Felhasználása
A rövidhullámú sávba eső elektromágneses hullámokat elsősorban a rádiózásban használják (de például orvosi alkalmazásuk is van).
Rövidhullámok segítségével nagy távolságú összeköttetések valósíthatók meg, a műholdas rádiózás megjelenése előtt ez volt az egyetlen lehetőség vezeték nélküli, interkontinentális összeköttetések létesítésére.

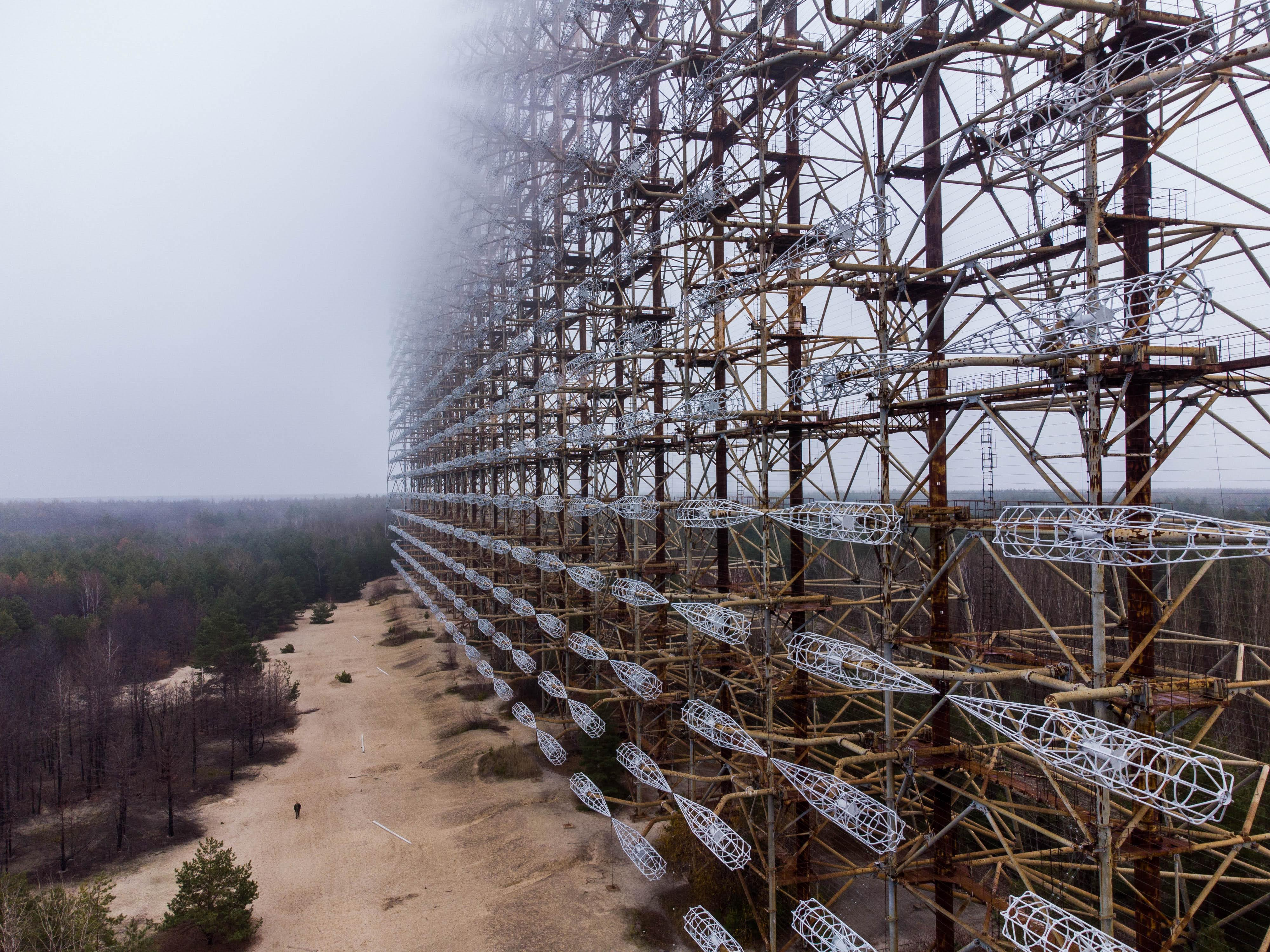
DUGA - OTH radar, rövidhullámú dipólfüggöny

A katonai alkalmazása ma is jelentős, mind kommunikáció, mind egyéb alkalmazások szempontjából. Ebben a frekvenciatartományban is működtetnek OTH (Over The Horizon, Horizonton túli) radarokat.
Napjainkban is használják műsorszórásra, bár ez már visszaszorulóban van. Általában nemzetközi rádiók műsorai kerülnek sugárzásra ezeken a frekvenciákon, leginkább hírműsorokat sugároznak. Régebben sok magyar nyelvű adást is sugároztak, itt lehetett hallgatni a Szabad Európa Rádió adásait is. De sok más országból is sugároztak magyar nyelvű adásokat, pl. a Szovjetunióból, Angliából (BBC Magyar Osztály), Németországból (Deutschewelle), Törökországból, Olaszországból (RAI International), Izraelből (Kol Israel), Kínából, Albániából. Általában 15 vagy 30 perces műsort sugároztak, utána nyelvet váltottak. Jelenleg már csak a Kínai Nemzetközi Rádió sugároz magyar nyelvű adást, naponta 15 percet.

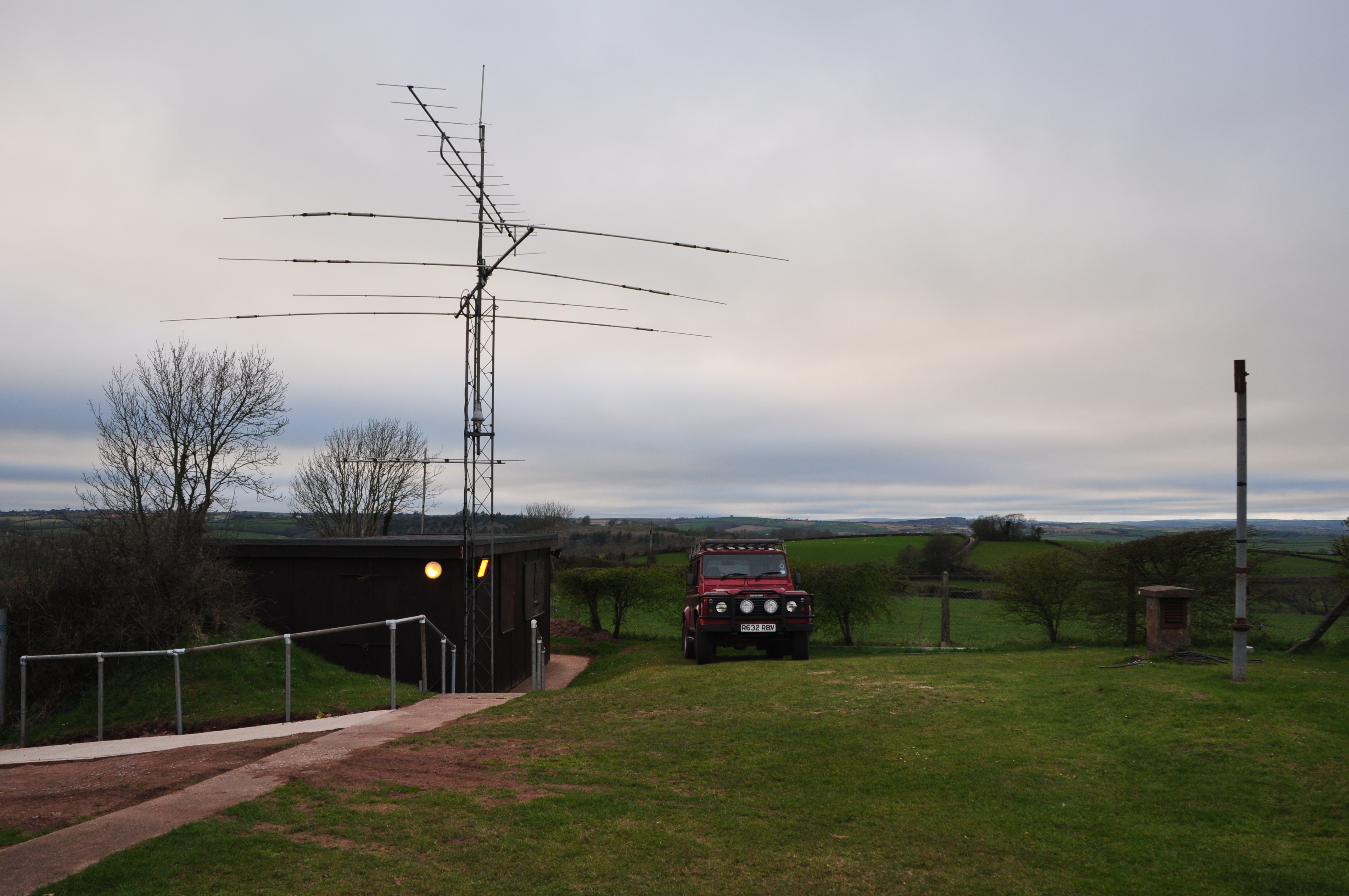
Amatőr rádióantenna, a felső rövidhullámokra

Nagy távolságok áthidalására napjainkban is használják a rádióamatőrök. Gyakorlatilag az összes üzemmódban, morze, távbeszélő, valamint digitális jelátvitel formájában valósítanak meg rádióamatőr összeköttetéseket.
A CB rádiós frekvenciák a rövidhullámú sáv felső részén vannak. A CB rádiózás régebben közkedvelt volt, napjainkban már jelentősen visszaszorult a használata.

## Terjedése
A rövidhullámú rádiójeleket az adó antenna útján sugározza ki és azokat a vevő antennája veszi.
A rövidhullámok kisebb távolságokra felületi hullámok, nagyobb távolságokra térhullámok útján jutnak el az adóantennától a vevőantennáig.
A felületi hullámok a Föld görbületét követve, fokozatosan csillapodva terjednek. Az alacsonyabb frekvenciájú (közép- és különösen a hosszúhullámú) adókkal az adó teljesítményétől függően nagy távolság hidalható át, azonban a frekvencia növekedtével, rövidhullámon a felületi hullámok gyorsan csillapodnak (amatőr adóval a 80 m-es sávban kb. 100 km, a 10 m-es sávban már csak kb. néhány km távolság hidalható át felületi hullámokkal).

Felületi (kékkel) és térhullámok (pirossal) terjedése

A rövidhullámok nagy távolságú terjedését a térhullámok teszik lehetővé. A Föld légkörének kb. 80 km magasság feletti rétegét – melynek a rádióhullámok terjedésében nagy szerepe van – ionoszférának nevezik. Nevét onnan kapta, hogy az itt található gázokat a Nap sugárzása erősen ionizálja. A töltött részecskék nagy koncentrációjának következtében az ionoszféra egyes rétegei elektromosan vezetővé válnak, és (egy frekvenciatartományban) az elektromágneses hullámokat képesek visszaverni, reflektálni. Az ionoszférába érkező elektromágneses hullámok terjedési iránya megtörik és – ha a feltételek ehhez megfelelőek – a hullámok a Föld felé visszaverődnek. Ezek a térhullámok. A kisugárzás helye és a visszaverődött hullámok vételi helye között ún. „holt zóna” alakul ki, ahol az adóállomás jelei nem vehetőek. A reflexió többszörös is lehet: a földre visszaérkezett hullámok ismét reflektálódnak, majd az ionoszférán verődnek vissza stb., így a jelek viszonylag kis adóteljesítmény mellett is megkerülhetik a Földet.
Az ionoszféra változásai miatt a holt zóna ill. a vételi lehetőség helyei is folyamatosan változnak, ez az oka annak, hogy rövidhullámú vétel esetén a vett jel ismétlődően erősödhet és gyengülhet (angol megnevezése fading [féjding]).

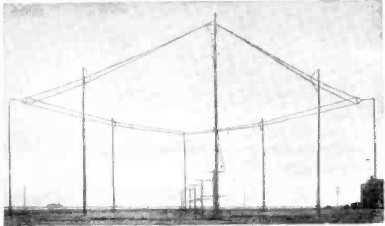
Rombusz antenna, függőlegesen fölfelé sugároz. NVIS-re használják.

Gyakorlati szempontból rövidhullámon kétféle terjedési módot lehet kihasználni:
- Ha közel függőleges irányban sugárzunk felfelé, akkor a rádióhullámok az ionoszférát közel merőlegesen érik el. Ha megfelelő az ionoszférában az ionkoncentráció, akkor visszaverődnek a talaj irányába. Ezt nevezzük NVIS-nek, a szakzsargon pedig "közelterjedés"-nek nevezi.
- Ha kisebb az ionkoncentráció, akkor az ionoszféra csak a lapos szögben érkező rádióhullámokat veri vissza. Ilyenkor holt zóna van, a közeli állomások (<1000km) jelei nem vehetőek, az ennél távolabbiak viszont továbbra is jól vehetőek. Az éjszakai órákban előfordulhat, hogy megszűnik a térhullámú terjedés, ilyenkor földfelszínen csak közvetlen hullámú terjedés áll fenn.

A rövidhullámok terjedése leginkább a frekvenciától és az ionoszféra állapotától függ. Gyakorlati szempontból a rövidhullámok frekvencia alapján két részre oszthatók fel, alsó- és felső rövidhullámokra.
| Sáv               | Sáv        | Sáv        | Jellemző terjedési mód | Jellemző terjedési mód | Jellemző terjedési mód |
| Megnevezés        | fmin (MHz) | fmax (MHz) | Nappal                 | Szürkület              | Éjjel                  |
| ----------------- | ---------- | ---------- | ---------------------- | ---------------------- | ---------------------- |
| Alsó rövidhullám  | 3          | 10         | Felületi hullámok      | NVIS                   | Térhullámok            |
| Felső rövidhullám | 10         | 30         | Térhullámok            | Térhullámok            | Direkt terjedés        |

## Felosztása[1]
| ITU-1                                                                                     | ITU-2                                                                                     | ITU-3                                                                                     | Magyarország                                                                              |
| ----------------------------------------------------------------------------------------- | ----------------------------------------------------------------------------------------- | ----------------------------------------------------------------------------------------- | ----------------------------------------------------------------------------------------- |
| 3025–3155 kHz 1. (OR) LÉGI MOZGÓ                                                          | 3025–3155 kHz 1. (OR) LÉGI MOZGÓ                                                          | 3025–3155 kHz 1. (OR) LÉGI MOZGÓ                                                          | 3025–3155 kHz 1. (OR) LÉGI MOZGÓ                                                          |
| 3155–3200 kHz 1. ÁLLANDÓHELYŰ 2. MOZGÓ, az (R) légi mozgó kivételével                     | 3155–3200 kHz 1. ÁLLANDÓHELYŰ 2. MOZGÓ, az (R) légi mozgó kivételével                     | 3155–3200 kHz 1. ÁLLANDÓHELYŰ 2. MOZGÓ, az (R) légi mozgó kivételével                     | 3155–3200 kHz 1. ÁLLANDÓHELYŰ 2. MOZGÓ, az (R) légi mozgó kivételével                     |
| 3200–3230 kHz 1. ÁLLANDÓHELYŰ 2. MOZGÓ, az (R) légi mozgó kivételével 3. MŰSORSZÓRÁS      | 3200–3230 kHz 1. ÁLLANDÓHELYŰ 2. MOZGÓ, az (R) légi mozgó kivételével 3. MŰSORSZÓRÁS      | 3200–3230 kHz 1. ÁLLANDÓHELYŰ 2. MOZGÓ, az (R) légi mozgó kivételével 3. MŰSORSZÓRÁS      | 3200–3230 kHz 1. ÁLLANDÓHELYŰ 2. MOZGÓ, az (R) légi mozgó kivételével                     |
| 3230–3400 kHz 1. ÁLLANDÓHELYŰ 2. MOZGÓ, a légi mozgó kivételével 3. MŰSORSZÓRÁS           | 3230–3400 kHz 1. ÁLLANDÓHELYŰ 2. MOZGÓ, a légi mozgó kivételével 3. MŰSORSZÓRÁS           | 3230–3400 kHz 1. ÁLLANDÓHELYŰ 2. MOZGÓ, a légi mozgó kivételével 3. MŰSORSZÓRÁS           | 3230–3400 kHz 1. ÁLLANDÓHELYŰ 2. MOZGÓ, a légi mozgó kivételével                          |
| 3400–3500 kHz 1. (R) LÉGI MOZGÓ                                                           | 3400–3500 kHz 1. (R) LÉGI MOZGÓ                                                           | 3400–3500 kHz 1. (R) LÉGI MOZGÓ                                                           | 3400–3500 kHz 1. (R) LÉGI MOZGÓ                                                           |
| 3500–3800 kHz 1. AMATŐR 2. ÁLLANDÓHELYŰ 3. MOZGÓ, a légi mozgó kivételével                | 3500–3750 kHz 1. AMATŐR                                                                   | 3500–3900 kHz 1. AMATŐR 2. ÁLLANDÓHELYŰ 3. MOZGÓ                                          | 3500–3800 kHz 1. AMATŐR 2. ÁLLANDÓHELYŰ 3. MOZGÓ, a légi mozgó kivételével                |
| 3800–3900 kHz 1. ÁLLANDÓHELYŰ 2. FÖLDI MOZGÓ 3. (OR) LÉGI MOZGÓ                           | 3750–4000 kHz 1. AMATŐR 2. ÁLLANDÓHELYŰ 3. MOZGÓ, az (R) légi mozgó kivételével           | 3500–3900 kHz 1. AMATŐR 2. ÁLLANDÓHELYŰ 3. MOZGÓ                                          |                                                                                           |
| 3800–3900 kHz 1. ÁLLANDÓHELYŰ 2. FÖLDI MOZGÓ 3. (OR) LÉGI MOZGÓ                           | 3750–4000 kHz 1. AMATŐR 2. ÁLLANDÓHELYŰ 3. MOZGÓ, az (R) légi mozgó kivételével           | 3500–3900 kHz 1. AMATŐR 2. ÁLLANDÓHELYŰ 3. MOZGÓ                                          | 3800–3900 kHz 1. ÁLLANDÓHELYŰ 2. (OR) LÉGI MOZGÓ 3. FÖLDI MOZGÓ                           |
| 3900–3950 kHz 1. (OR) LÉGI MOZGÓ                                                          | 3750–4000 kHz 1. AMATŐR 2. ÁLLANDÓHELYŰ 3. MOZGÓ, az (R) légi mozgó kivételével           | 3900–3950 kHz 1. LÉGI MOZGÓ 2. MŰSORSZÓRÁS                                                | 3900–3950 kHz 1. (OR) LÉGI MOZGÓ                                                          |
| 3950–4000 kHz 1. ÁLLANDÓHELYŰ 2. MŰSORSZÓRÁS                                              | 3750–4000 kHz 1. AMATŐR 2. ÁLLANDÓHELYŰ 3. MOZGÓ, az (R) légi mozgó kivételével           | 3950–4000 kHz 1. ÁLLANDÓHELYŰ 2. MŰSORSZÓRÁS                                              | 3950–4000 kHz 1. ÁLLANDÓHELYŰ 2. MŰSORSZÓRÁS                                              |
| 4000–4063 kHz 1. ÁLLANDÓHELYŰ 2. TENGERI MOZGÓ                                            | 4000–4063 kHz 1. ÁLLANDÓHELYŰ 2. TENGERI MOZGÓ                                            | 4000–4063 kHz 1. ÁLLANDÓHELYŰ 2. TENGERI MOZGÓ                                            | 4000–4063 kHz 1. ÁLLANDÓHELYŰ 2. TENGERI MOZGÓ                                            |
| 4063–4438 kHz 1. TENGERI MOZGÓ                                                            | 4063–4438 kHz 1. TENGERI MOZGÓ                                                            | 4063–4438 kHz 1. TENGERI MOZGÓ                                                            | 4063–4438 kHz 1. TENGERI MOZGÓ                                                            |
| 4438–4488 kHz 1. ÁLLANDÓHELYŰ 2. MOZGÓ, az (R) légi mozgó kivételével 3. Rádiólokáció     | 4438–4488 kHz 1. ÁLLANDÓHELYŰ 2. MOZGÓ, az (R) légi mozgó kivételével 3. Rádiólokáció     | 4438–4488 kHz 1. ÁLLANDÓHELYŰ 2. MOZGÓ, az (R) légi mozgó kivételével 3. Rádiólokáció     | 4438–4488 kHz 1. ÁLLANDÓHELYŰ 2. MOZGÓ, az (R) légi mozgó kivételével 3. Rádiólokáció     |
| 4488–4650 kHz 1. ÁLLANDÓHELYŰ 2. MOZGÓ, az (R) légi mozgó kivételével                     | 4488–4650 kHz 1. ÁLLANDÓHELYŰ 2. MOZGÓ, az (R) légi mozgó kivételével                     | 4488–4650 kHz 1. ÁLLANDÓHELYŰ 2. MOZGÓ, az (R) légi mozgó kivételével                     | 4488–4650 kHz 1. ÁLLANDÓHELYŰ 2. MOZGÓ, az (R) légi mozgó kivételével                     |
| 4650–4700 kHz 1. (R) LÉGI MOZGÓ                                                           | 4650–4700 kHz 1. (R) LÉGI MOZGÓ                                                           | 4650–4700 kHz 1. (R) LÉGI MOZGÓ                                                           | 4650–4700 kHz 1. (R) LÉGI MOZGÓ                                                           |
| 4700–4750 kHz 1. (OR) LÉGI MOZGÓ                                                          | 4700–4750 kHz 1. (OR) LÉGI MOZGÓ                                                          | 4700–4750 kHz 1. (OR) LÉGI MOZGÓ                                                          | 4700–4750 kHz 1. (OR) LÉGI MOZGÓ                                                          |
| 4750–4850 kHz 1. ÁLLANDÓHELYŰ 2. (OR) LÉGI MOZGÓ 3. FÖLDI MOZGÓ 4. MŰSORSZÓRÁS            | 4750–4850 kHz 1. ÁLLANDÓHELYŰ 2. MOZGÓ, az (R) légi mozgó kivételével 3. MŰSORSZÓRÁS      | 4750–4850 kHz 1. ÁLLANDÓHELYŰ 2. MŰSORSZÓRÁS 3. Földi mozgó                               | 4750–4850 kHz 1. ÁLLANDÓHELYŰ 2. (OR) LÉGI MOZGÓ 3. FÖLDI MOZGÓ                           |
| 4850–4995 kHz 1. ÁLLANDÓHELYŰ 2. FÖLDI MOZGÓ 3. MŰSORSZÓRÁS                               | 4850–4995 kHz 1. ÁLLANDÓHELYŰ 2. FÖLDI MOZGÓ 3. MŰSORSZÓRÁS                               | 4850–4995 kHz 1. ÁLLANDÓHELYŰ 2. FÖLDI MOZGÓ 3. MŰSORSZÓRÁS                               | 4850–4995 kHz 1. ÁLLANDÓHELYŰ 2. FÖLDI MOZGÓ                                              |
| 4995–5003 kHz 1. HITELES FREKVENCIA ÉS ÓRAJEL                                             | 4995–5003 kHz 1. HITELES FREKVENCIA ÉS ÓRAJEL                                             | 4995–5003 kHz 1. HITELES FREKVENCIA ÉS ÓRAJEL                                             | 4995–5003 kHz 1. HITELES FREKVENCIA ÉS ÓRAJEL                                             |
| 5003–5005 kHz 1. HITELES FREKVENCIA ÉS ÓRAJEL 2. Űrkutatás                                | 5003–5005 kHz 1. HITELES FREKVENCIA ÉS ÓRAJEL 2. Űrkutatás                                | 5003–5005 kHz 1. HITELES FREKVENCIA ÉS ÓRAJEL 2. Űrkutatás                                | 5003–5005 kHz 1. HITELES FREKVENCIA ÉS ÓRAJEL 2. Űrkutatás                                |
| 5005–5060 kHz 1. ÁLLANDÓHELYŰ 2. MŰSORSZÓRÁS                                              | 5005–5060 kHz 1. ÁLLANDÓHELYŰ 2. MŰSORSZÓRÁS                                              | 5005–5060 kHz 1. ÁLLANDÓHELYŰ 2. MŰSORSZÓRÁS                                              | 5005–5060 kHz 1. ÁLLANDÓHELYŰ                                                             |
| 5060–5250 kHz 1. ÁLLANDÓHELYŰ 2. Mozgó, a légi mozgó kivételével                          | 5060–5250 kHz 1. ÁLLANDÓHELYŰ 2. Mozgó, a légi mozgó kivételével                          | 5060–5250 kHz 1. ÁLLANDÓHELYŰ 2. Mozgó, a légi mozgó kivételével                          | 5060–5250 kHz 1. ÁLLANDÓHELYŰ 2. Mozgó, a légi mozgó kivételével                          |
| 5250–5275 kHz 1. ÁLLANDÓHELYŰ 2. MOZGÓ, a légi mozgó kivételével 3. Rádiólokáció          | 5250–5275 kHz 1. ÁLLANDÓHELYŰ 2. MOZGÓ, a légi mozgó kivételével 3. Rádiólokáció          | 5250–5275 kHz 1. ÁLLANDÓHELYŰ 2. MOZGÓ, a légi mozgó kivételével 3. Rádiólokáció          | 5250–5275 kHz 1. ÁLLANDÓHELYŰ 2. MOZGÓ, a légi mozgó kivételével 3. Rádiólokáció          |
| 5275–5351,5 kHz 1. ÁLLANDÓHELYŰ 2. MOZGÓ, a légi mozgó kivételével                        | 5275–5351,5 kHz 1. ÁLLANDÓHELYŰ 2. MOZGÓ, a légi mozgó kivételével                        | 5275–5351,5 kHz 1. ÁLLANDÓHELYŰ 2. MOZGÓ, a légi mozgó kivételével                        | 5275–5351,5 kHz 1. ÁLLANDÓHELYŰ 2. MOZGÓ, a légi mozgó kivételével                        |
| 5351,5–5366,5 kHz 1. ÁLLANDÓHELYŰ 2. MOZGÓ, a légi mozgó kivételével 3. Amatőr            | 5351,5–5366,5 kHz 1. ÁLLANDÓHELYŰ 2. MOZGÓ, a légi mozgó kivételével 3. Amatőr            | 5351,5–5366,5 kHz 1. ÁLLANDÓHELYŰ 2. MOZGÓ, a légi mozgó kivételével 3. Amatőr            | 5351,5–5366,5 kHz 1. ÁLLANDÓHELYŰ 2. MOZGÓ, a légi mozgó kivételével 3. Amatőr            |
| 5366,5–5450 kHz 1. ÁLLANDÓHELYŰ 2. MOZGÓ, a légi mozgó kivételével                        | 5366,5–5450 kHz 1. ÁLLANDÓHELYŰ 2. MOZGÓ, a légi mozgó kivételével                        | 5366,5–5450 kHz 1. ÁLLANDÓHELYŰ 2. MOZGÓ, a légi mozgó kivételével                        | 5366,5–5450 kHz 1. ÁLLANDÓHELYŰ 2. MOZGÓ, a légi mozgó kivételével                        |
| 5450–5480 kHz 1. ÁLLANDÓHELYŰ 2. (OR) LÉGI MOZGÓ 3. FÖLDI MOZGÓ                           | 5450–5480 kHz 1. (R) LÉGI MOZGÓ                                                           | 5450–5480 kHz 1. ÁLLANDÓHELYŰ 2. (OR) LÉGI MOZGÓ 3. FÖLDI MOZGÓ                           | 5450–5480 kHz 1. ÁLLANDÓHELYŰ 2. (OR) LÉGI MOZGÓ 3. FÖLDI MOZGÓ                           |
| 5480–5680 kHz 1. (R) LÉGI MOZGÓ                                                           | 5480–5680 kHz 1. (R) LÉGI MOZGÓ                                                           | 5480–5680 kHz 1. (R) LÉGI MOZGÓ                                                           | 5480–5680 kHz 1. (R) LÉGI MOZGÓ                                                           |
| 5680–5730 kHz 1. (OR) LÉGI MOZGÓ                                                          | 5680–5730 kHz 1. (OR) LÉGI MOZGÓ                                                          | 5680–5730 kHz 1. (OR) LÉGI MOZGÓ                                                          | 5680–5730 kHz 1. (OR) LÉGI MOZGÓ                                                          |
| 5730–5900 kHz 1. ÁLLANDÓHELYŰ 2. FÖLDI MOZGÓ                                              | 5730–5900 kHz 1. ÁLLANDÓHELYŰ 2. MOZGÓ, az (R) légi mozgó kivételével                     | 5730–5900 kHz 1. ÁLLANDÓHELYŰ 2. MOZGÓ, az (R) légi mozgó kivételével                     | 5730–5900 kHz 1. ÁLLANDÓHELYŰ 2. FÖLDI MOZGÓ                                              |
| 5900–5950 kHz 1. MŰSORSZÓRÁS                                                              | 5900–5950 kHz 1. MŰSORSZÓRÁS                                                              | 5900–5950 kHz 1. MŰSORSZÓRÁS                                                              | 5900–5950 kHz 1. MŰSORSZÓRÁS                                                              |
| 5950–6200 kHz 1. MŰSORSZÓRÁS                                                              | 5950–6200 kHz 1. MŰSORSZÓRÁS                                                              | 5950–6200 kHz 1. MŰSORSZÓRÁS                                                              | 5950–6200 kHz 1. MŰSORSZÓRÁS                                                              |
| 6200–6525 kHz 1. TENGERI MOZGÓ                                                            | 6200–6525 kHz 1. TENGERI MOZGÓ                                                            | 6200–6525 kHz 1. TENGERI MOZGÓ                                                            | 6200–6525 kHz 1. TENGERI MOZGÓ                                                            |
| 6525–6685 kHz 1. (R) LÉGI MOZGÓ                                                           | 6525–6685 kHz 1. (R) LÉGI MOZGÓ                                                           | 6525–6685 kHz 1. (R) LÉGI MOZGÓ                                                           | 6525–6685 kHz 1. (R) LÉGI MOZGÓ                                                           |
| 6685–6765 kHz 1. (OR) LÉGI MOZGÓ                                                          | 6685–6765 kHz 1. (OR) LÉGI MOZGÓ                                                          | 6685–6765 kHz 1. (OR) LÉGI MOZGÓ                                                          | 6685–6765 kHz 1. (OR) LÉGI MOZGÓ                                                          |
| 6765–7000 kHz 1. ÁLLANDÓHELYŰ 2. MOZGÓ, az (R) légi mozgó kivételével                     | 6765–7000 kHz 1. ÁLLANDÓHELYŰ 2. MOZGÓ, az (R) légi mozgó kivételével                     | 6765–7000 kHz 1. ÁLLANDÓHELYŰ 2. MOZGÓ, az (R) légi mozgó kivételével                     | 6765–7000 kHz 1. ÁLLANDÓHELYŰ 2. MOZGÓ, az (R) légi mozgó kivételével                     |
| 7000–7100 kHz 1. AMATŐR 2. MŰHOLDAS AMATŐR                                                | 7000–7100 kHz 1. AMATŐR 2. MŰHOLDAS AMATŐR                                                | 7000–7100 kHz 1. AMATŐR 2. MŰHOLDAS AMATŐR                                                | 7000–7100 kHz 1. AMATŐR 2. MŰHOLDAS AMATŐR                                                |
| 7100–7200 kHz 1. AMATŐR                                                                   | 7100–7200 kHz 1. AMATŐR                                                                   | 7100–7200 kHz 1. AMATŐR                                                                   | 7100–7200 kHz 1. AMATŐR                                                                   |
| 7200–7300 kHz 1. MŰSORSZÓRÁS                                                              | 7200–7300 kHz 1. AMATŐR                                                                   | 7200–7300 kHz 1. MŰSORSZÓRÁS                                                              | 7200–7300 kHz 1. MŰSORSZÓRÁS                                                              |
| 7300–7400 kHz 1. MŰSORSZÓRÁS                                                              | 7300–7400 kHz 1. MŰSORSZÓRÁS                                                              | 7300–7400 kHz 1. MŰSORSZÓRÁS                                                              | 7300–7400 kHz 1. MŰSORSZÓRÁS                                                              |
| 7400–7450 kHz 1. MŰSORSZÓRÁS                                                              | 7400–7450 kHz 1. ÁLLANDÓHELYŰ 2. MOZGÓ, az (R) légi mozgó kivételével                     | 7400–7450 kHz 1. MŰSORSZÓRÁS                                                              | 7400–7450 kHz 1. MŰSORSZÓRÁS                                                              |
| 7450–8100 kHz 1. ÁLLANDÓHELYŰ 2. MOZGÓ, az (R) légi mozgó kivételével                     | 7450–8100 kHz 1. ÁLLANDÓHELYŰ 2. MOZGÓ, az (R) légi mozgó kivételével                     | 7450–8100 kHz 1. ÁLLANDÓHELYŰ 2. MOZGÓ, az (R) légi mozgó kivételével                     | 7450–8100 kHz 1. ÁLLANDÓHELYŰ 2. MOZGÓ, az (R) légi mozgó kivételével                     |
| 8100–8195 kHz 1. ÁLLANDÓHELYŰ 2. TENGERI MOZGÓ                                            | 8100–8195 kHz 1. ÁLLANDÓHELYŰ 2. TENGERI MOZGÓ                                            | 8100–8195 kHz 1. ÁLLANDÓHELYŰ 2. TENGERI MOZGÓ                                            | 8100–8195 kHz 1. ÁLLANDÓHELYŰ 2. TENGERI MOZGÓ                                            |
| 8195–8815 kHz 1. TENGERI MOZGÓ                                                            | 8195–8815 kHz 1. TENGERI MOZGÓ                                                            | 8195–8815 kHz 1. TENGERI MOZGÓ                                                            | 8195–8815 kHz 1. TENGERI MOZGÓ                                                            |
| 8815–8965 kHz 1. (R) LÉGI MOZGÓ                                                           | 8815–8965 kHz 1. (R) LÉGI MOZGÓ                                                           | 8815–8965 kHz 1. (R) LÉGI MOZGÓ                                                           | 8815–8965 kHz 1. (R) LÉGI MOZGÓ                                                           |
| 8965–9040 kHz 1. (OR) LÉGI MOZGÓ                                                          | 8965–9040 kHz 1. (OR) LÉGI MOZGÓ                                                          | 8965–9040 kHz 1. (OR) LÉGI MOZGÓ                                                          | 8965–9040 kHz 1. (OR) LÉGI MOZGÓ                                                          |
| 9040–9305 kHz 1. ÁLLANDÓHELYŰ                                                             | 9040–9400 kHz 1. ÁLLANDÓHELYŰ                                                             | 9040–9305 kHz 1. ÁLLANDÓHELYŰ                                                             | 9040–9305 kHz 1. ÁLLANDÓHELYŰ                                                             |
| 9305–9355 kHz 1. ÁLLANDÓHELYŰ 2. Rádiólokáció                                             | 9040–9400 kHz 1. ÁLLANDÓHELYŰ                                                             | 9305–9355 kHz 1. ÁLLANDÓHELYŰ 2. Rádiólokáció                                             | 9305–9355 kHz 1. ÁLLANDÓHELYŰ 2. Rádiólokáció                                             |
| 9355–9400 kHz 1. ÁLLANDÓHELYŰ                                                             | 9040–9400 kHz 1. ÁLLANDÓHELYŰ                                                             | 9355–9400 kHz 1. ÁLLANDÓHELYŰ                                                             | 9355–9400 kHz 1. ÁLLANDÓHELYŰ                                                             |
| 9400–9500 kHz 1. MŰSORSZÓRÁS                                                              | 9400–9500 kHz 1. MŰSORSZÓRÁS                                                              | 9400–9500 kHz 1. MŰSORSZÓRÁS                                                              | 9400–9500 kHz 1. MŰSORSZÓRÁS                                                              |
| 9500–9900 kHz 1. MŰSORSZÓRÁS                                                              | 9500–9900 kHz 1. MŰSORSZÓRÁS                                                              | 9500–9900 kHz 1. MŰSORSZÓRÁS                                                              | 9500–9900 kHz 1. MŰSORSZÓRÁS                                                              |
| 9900–9995 kHz 1. ÁLLANDÓHELYŰ                                                             | 9900–9995 kHz 1. ÁLLANDÓHELYŰ                                                             | 9900–9995 kHz 1. ÁLLANDÓHELYŰ                                                             | 9900–9995 kHz ÁLLANDÓHELYŰ                                                                |
| 9995–10 003 kHz 1. HITELES FREKVENCIA ÉS ÓRAJEL                                           | 9995–10 003 kHz 1. HITELES FREKVENCIA ÉS ÓRAJEL                                           | 9995–10 003 kHz 1. HITELES FREKVENCIA ÉS ÓRAJEL                                           | 9995–10 003 kHz HITELES FREKVENCIA ÉS ÓRAJEL                                              |
| 10 003–10 005 kHz 1. HITELES FREKVENCIA ÉS ÓRAJEL 2. Űrkutatás                            | 10 003–10 005 kHz 1. HITELES FREKVENCIA ÉS ÓRAJEL 2. Űrkutatás                            | 10 003–10 005 kHz 1. HITELES FREKVENCIA ÉS ÓRAJEL 2. Űrkutatás                            | 10 003–10 005 kHz 1. HITELES FREKVENCIA ÉS ÓRAJEL 2. Űrkutatás                            |
| 10 005–10 100 kHz 1. (R) LÉGI MOZGÓ                                                       | 10 005–10 100 kHz 1. (R) LÉGI MOZGÓ                                                       | 10 005–10 100 kHz 1. (R) LÉGI MOZGÓ                                                       | 10 005–10 100 kHz 1. (R) LÉGI MOZGÓ                                                       |
| 10 100–10 150 kHz 1. ÁLLANDÓHELYŰ 2. Amatőr                                               | 10 100–10 150 kHz 1. ÁLLANDÓHELYŰ 2. Amatőr                                               | 10 100–10 150 kHz 1. ÁLLANDÓHELYŰ 2. Amatőr                                               | 10 100–10 150 kHz 1. ÁLLANDÓHELYŰ 2. Amatőr                                               |
| 10 150–11 175 kHz 1. ÁLLANDÓHELYŰ 2. Mozgó, az (R) légi mozgó kivételével                 | 10 150–11 175 kHz 1. ÁLLANDÓHELYŰ 2. Mozgó, az (R) légi mozgó kivételével                 | 10 150–11 175 kHz 1. ÁLLANDÓHELYŰ 2. Mozgó, az (R) légi mozgó kivételével                 | 10 150–11 175 kHz 1. ÁLLANDÓHELYŰ 2. Mozgó, az (R) légi mozgó kivételével                 |
| 11 175–11 275 kHz 1. (OR) LÉGI MOZGÓ                                                      | 11 175–11 275 kHz 1. (OR) LÉGI MOZGÓ                                                      | 11 175–11 275 kHz 1. (OR) LÉGI MOZGÓ                                                      | 11 175–11 275 kHz 1. (OR) LÉGI MOZGÓ                                                      |
| 11 275–11 400 kHz 1. (R) LÉGI MOZGÓ                                                       | 11 275–11 400 kHz 1. (R) LÉGI MOZGÓ                                                       | 11 275–11 400 kHz 1. (R) LÉGI MOZGÓ                                                       | 11 275–11 400 kHz 1. (R) LÉGI MOZGÓ                                                       |
| 11 400–11 600 kHz 1. ÁLLANDÓHELYŰ                                                         | 11 400–11 600 kHz 1. ÁLLANDÓHELYŰ                                                         | 11 400–11 600 kHz 1. ÁLLANDÓHELYŰ                                                         | 11 400–11 600 kHz 1. ÁLLANDÓHELYŰ                                                         |
| 11 600–11 650 kHz 1. MŰSORSZÓRÁS                                                          | 11 600–11 650 kHz 1. MŰSORSZÓRÁS                                                          | 11 600–11 650 kHz 1. MŰSORSZÓRÁS                                                          | 11 600–11 650 kHz 1. MŰSORSZÓRÁS                                                          |
| 11 650–12 050 kHz 1. MŰSORSZÓRÁS                                                          | 11 650–12 050 kHz 1. MŰSORSZÓRÁS                                                          | 11 650–12 050 kHz 1. MŰSORSZÓRÁS                                                          | 11 650–12 050 kHz 1. MŰSORSZÓRÁS                                                          |
| 12 050–12 100 kHz 1. MŰSORSZÓRÁS                                                          | 12 050–12 100 kHz 1. MŰSORSZÓRÁS                                                          | 12 050–12 100 kHz 1. MŰSORSZÓRÁS                                                          | 12 050–12 100 kHz 1. MŰSORSZÓRÁS                                                          |
| 12 100–12 230 kHz 1. ÁLLANDÓHELYŰ                                                         | 12 100–12 230 kHz 1. ÁLLANDÓHELYŰ                                                         | 12 100–12 230 kHz 1. ÁLLANDÓHELYŰ                                                         | 12 100–12 230 kHz 1. ÁLLANDÓHELYŰ                                                         |
| 12 230–13 200 kHz 1. TENGERI MOZGÓ                                                        | 12 230–13 200 kHz 1. TENGERI MOZGÓ                                                        | 12 230–13 200 kHz 1. TENGERI MOZGÓ                                                        | 12 230–13 200 kHz 1. TENGERI MOZGÓ                                                        |
| 13 200–13 260 kHz 1. (OR) LÉGI MOZGÓ                                                      | 13 200–13 260 kHz 1. (OR) LÉGI MOZGÓ                                                      | 13 200–13 260 kHz 1. (OR) LÉGI MOZGÓ                                                      | 13 200–13 260 kHz 1. (OR) LÉGI MOZGÓ                                                      |
| 13 260–13 360 kHz 1. (R) LÉGI MOZGÓ                                                       | 13 260–13 360 kHz 1. (R) LÉGI MOZGÓ                                                       | 13 260–13 360 kHz 1. (R) LÉGI MOZGÓ                                                       | 13 260–13 360 kHz 1. (R) LÉGI MOZGÓ                                                       |
| 13 360–13 410 kHz 1. ÁLLANDÓHELYŰ 2. RÁDIÓCSILLAGÁSZAT                                    | 13 360–13 410 kHz 1. ÁLLANDÓHELYŰ 2. RÁDIÓCSILLAGÁSZAT                                    | 13 360–13 410 kHz 1. ÁLLANDÓHELYŰ 2. RÁDIÓCSILLAGÁSZAT                                    | 13 360–13 410 kHz 1. ÁLLANDÓHELYŰ 2. RÁDIÓCSILLAGÁSZAT                                    |
| 13 410–13 450 kHz 1. ÁLLANDÓHELYŰ 2. Mozgó, az (R) légi mozgó kivételével                 | 13 410–13 450 kHz 1. ÁLLANDÓHELYŰ 2. Mozgó, az (R) légi mozgó kivételével                 | 13 410–13 450 kHz 1. ÁLLANDÓHELYŰ 2. Mozgó, az (R) légi mozgó kivételével                 | 13 410–13 450 kHz 1. ÁLLANDÓHELYŰ 2. Mozgó, az (R) légi mozgó kivételével                 |
| 13 450–13 550 kHz 1. ÁLLANDÓHELYŰ 2. Mozgó, az (R) légi mozgó kivételével 3. Rádiólokáció | 13 450–13 550 kHz 1. ÁLLANDÓHELYŰ 2. Mozgó, az (R) légi mozgó kivételével 3. Rádiólokáció | 13 450–13 550 kHz 1. ÁLLANDÓHELYŰ 2. Mozgó, az (R) légi mozgó kivételével 3. Rádiólokáció | 13 450–13 550 kHz 1. ÁLLANDÓHELYŰ 2. Mozgó, az (R) légi mozgó kivételével 3. Rádiólokáció |
| 13 550–13 570 kHz 1. ÁLLANDÓHELYŰ 2. Mozgó, az (R) légi mozgó kivételével                 | 13 550–13 570 kHz 1. ÁLLANDÓHELYŰ 2. Mozgó, az (R) légi mozgó kivételével                 | 13 550–13 570 kHz 1. ÁLLANDÓHELYŰ 2. Mozgó, az (R) légi mozgó kivételével                 | 13 550–13 570 kHz 1. ÁLLANDÓHELYŰ 2. Mozgó, az (R) légi mozgó kivételével                 |
| 13 570–13 600 kHz 1. MŰSORSZÓRÁS                                                          | 13 570–13 600 kHz 1. MŰSORSZÓRÁS                                                          | 13 570–13 600 kHz 1. MŰSORSZÓRÁS                                                          | 13 570–13 600 kHz 1. MŰSORSZÓRÁS                                                          |
| 13 600–13 800 kHz 1. MŰSORSZÓRÁS                                                          | 13 600–13 800 kHz 1. MŰSORSZÓRÁS                                                          | 13 600–13 800 kHz 1. MŰSORSZÓRÁS                                                          | 13 600–13 800 kHz 1. MŰSORSZÓRÁS                                                          |
| 13 800–13 870 kHz 1. MŰSORSZÓRÁS                                                          | 13 800–13 870 kHz 1. MŰSORSZÓRÁS                                                          | 13 800–13 870 kHz 1. MŰSORSZÓRÁS                                                          | 13 800–13 870 kHz 1. MŰSORSZÓRÁS                                                          |
| 13 870–14 000 kHz 1. ÁLLANDÓHELYŰ 2. Mozgó, az (R) légi mozgó kivételével                 | 13 870–14 000 kHz 1. ÁLLANDÓHELYŰ 2. Mozgó, az (R) légi mozgó kivételével                 | 13 870–14 000 kHz 1. ÁLLANDÓHELYŰ 2. Mozgó, az (R) légi mozgó kivételével                 | 13 870–14 000 kHz 1. ÁLLANDÓHELYŰ 2. Mozgó, az (R) légi mozgó kivételével                 |
| 14 000–14 250 kHz 1. AMATŐR 2. MŰHOLDAS AMATŐR                                            | 14 000–14 250 kHz 1. AMATŐR 2. MŰHOLDAS AMATŐR                                            | 14 000–14 250 kHz 1. AMATŐR 2. MŰHOLDAS AMATŐR                                            | 14 000–14 250 kHz 1. AMATŐR 2. MŰHOLDAS AMATŐR                                            |
| 14 250–14 350 kHz 1. AMATŐR                                                               | 14 250–14 350 kHz 1. AMATŐR                                                               | 14 250–14 350 kHz 1. AMATŐR                                                               | 14 250–14 350 kHz 1. AMATŐR                                                               |
| 14 350–14 990 kHz 1. ÁLLANDÓHELYŰ 2. Mozgó, az (R) légi mozgó kivételével                 | 14 350–14 990 kHz 1. ÁLLANDÓHELYŰ 2. Mozgó, az (R) légi mozgó kivételével                 | 14 350–14 990 kHz 1. ÁLLANDÓHELYŰ 2. Mozgó, az (R) légi mozgó kivételével                 | 14 350–14 990 kHz 1. ÁLLANDÓHELYŰ 2. Mozgó, az (R) légi mozgó kivételével                 |
| 14 990–15 005 kHz 1. HITELES FREKVENCIA ÉS ÓRAJEL                                         | 14 990–15 005 kHz 1. HITELES FREKVENCIA ÉS ÓRAJEL                                         | 14 990–15 005 kHz 1. HITELES FREKVENCIA ÉS ÓRAJEL                                         | 14 990–15 005 kHz 1. HITELES FREKVENCIA ÉS ÓRAJEL                                         |
| 15 005–15 010 kHz 1. HITELES FREKVENCIA ÉS ÓRAJEL 2. Űrkutatás                            | 15 005–15 010 kHz 1. HITELES FREKVENCIA ÉS ÓRAJEL 2. Űrkutatás                            | 15 005–15 010 kHz 1. HITELES FREKVENCIA ÉS ÓRAJEL 2. Űrkutatás                            | 15 005–15 010 kHz 1. HITELES FREKVENCIA ÉS ÓRAJEL 2. Űrkutatás                            |
| 15 010–15 100 kHz 1. (OR) LÉGI MOZGÓ                                                      | 15 010–15 100 kHz 1. (OR) LÉGI MOZGÓ                                                      | 15 010–15 100 kHz 1. (OR) LÉGI MOZGÓ                                                      | 15 010–15 100 kHz 1. (OR) LÉGI MOZGÓ                                                      |
| 15 100–15 600 kHz 1. MŰSORSZÓRÁS                                                          | 15 100–15 600 kHz 1. MŰSORSZÓRÁS                                                          | 15 100–15 600 kHz 1. MŰSORSZÓRÁS                                                          | 15 100–15 600 kHz 1. MŰSORSZÓRÁS                                                          |
| 15 600–15 800 kHz 1. MŰSORSZÓRÁS                                                          | 15 600–15 800 kHz 1. MŰSORSZÓRÁS                                                          | 15 600–15 800 kHz 1. MŰSORSZÓRÁS                                                          | 15 600–15 800 kHz 1. MŰSORSZÓRÁS                                                          |
| 15 800–16 100 kHz 1. ÁLLANDÓHELYŰ                                                         | 15 800–16 100 kHz 1. ÁLLANDÓHELYŰ                                                         | 15 800–16 100 kHz 1. ÁLLANDÓHELYŰ                                                         | 15 800–16 100 kHz 1. ÁLLANDÓHELYŰ                                                         |
| 16 100–16 200 kHz 1. ÁLLANDÓHELYŰ 2. Rádiólokáció                                         | 16 100–16 200 kHz 1. ÁLLANDÓHELYŰ 2. Rádiólokáció                                         | 16 100–16 200 kHz 1. ÁLLANDÓHELYŰ 2. Rádiólokáció                                         | 16 100–16 200 kHz 1. ÁLLANDÓHELYŰ 2. Rádiólokáció                                         |
| 16 200–16 360 kHz 1. ÁLLANDÓHELYŰ                                                         | 16 200–16 360 kHz 1. ÁLLANDÓHELYŰ                                                         | 16 200–16 360 kHz 1. ÁLLANDÓHELYŰ                                                         | 16 200–16 360 kHz 1. ÁLLANDÓHELYŰ                                                         |
| 16 360–17 410 kHz 1. TENGERI MOZGÓ                                                        | 16 360–17 410 kHz 1. TENGERI MOZGÓ                                                        | 16 360–17 410 kHz 1. TENGERI MOZGÓ                                                        | 16 360–17 410 kHz 1. TENGERI MOZGÓ                                                        |
| 17 410–17 480 kHz 1. ÁLLANDÓHELYŰ                                                         | 17 410–17 480 kHz 1. ÁLLANDÓHELYŰ                                                         | 17 410–17 480 kHz 1. ÁLLANDÓHELYŰ                                                         | 17 410–17 480 kHz 1. ÁLLANDÓHELYŰ                                                         |
| 17 480–17 550 kHz 1. MŰSORSZÓRÁS                                                          | 17 480–17 550 kHz 1. MŰSORSZÓRÁS                                                          | 17 480–17 550 kHz 1. MŰSORSZÓRÁS                                                          | 17 480–17 550 kHz 1. MŰSORSZÓRÁS                                                          |
| 17 550–17 900 kHz 1. MŰSORSZÓRÁS                                                          | 17 550–17 900 kHz 1. MŰSORSZÓRÁS                                                          | 17 550–17 900 kHz 1. MŰSORSZÓRÁS                                                          | 17 550–17 900 kHz 1. MŰSORSZÓRÁS                                                          |
| 17 900–17 970 kHz 1. (R) LÉGI MOZGÓ                                                       | 17 900–17 970 kHz 1. (R) LÉGI MOZGÓ                                                       | 17 900–17 970 kHz 1. (R) LÉGI MOZGÓ                                                       | 17 900–17 970 kHz 1. (R) LÉGI MOZGÓ                                                       |
| 17 970–18 030 kHz 1. (OR) LÉGI MOZGÓ                                                      | 17 970–18 030 kHz 1. (OR) LÉGI MOZGÓ                                                      | 17 970–18 030 kHz 1. (OR) LÉGI MOZGÓ                                                      | 17 970–18 030 kHz 1. (OR) LÉGI MOZGÓ                                                      |
| 18 030–18 052 kHz 1. ÁLLANDÓHELYŰ                                                         | 18 030–18 052 kHz 1. ÁLLANDÓHELYŰ                                                         | 18 030–18 052 kHz 1. ÁLLANDÓHELYŰ                                                         | 18 030–18 052 kHz 1. ÁLLANDÓHELYŰ                                                         |
| 18 052–18 068 kHz 1. ÁLLANDÓHELYŰ 2. Űrkutatás                                            | 18 052–18 068 kHz 1. ÁLLANDÓHELYŰ 2. Űrkutatás                                            | 18 052–18 068 kHz 1. ÁLLANDÓHELYŰ 2. Űrkutatás                                            | 18 052–18 068 kHz 1. ÁLLANDÓHELYŰ 2. Űrkutatás                                            |
| 18 068–18 168 kHz 1. AMATŐR 2. MŰHOLDAS AMATŐR                                            | 18 068–18 168 kHz 1. AMATŐR 2. MŰHOLDAS AMATŐR                                            | 18 068–18 168 kHz 1. AMATŐR 2. MŰHOLDAS AMATŐR                                            | 18 068–18 168 kHz 1. AMATŐR 2. MŰHOLDAS AMATŐR                                            |
| 18 168–18 780 kHz 1. ÁLLANDÓHELYŰ 2. Mozgó, a légi mozgó kivételével                      | 18 168–18 780 kHz 1. ÁLLANDÓHELYŰ 2. Mozgó, a légi mozgó kivételével                      | 18 168–18 780 kHz 1. ÁLLANDÓHELYŰ 2. Mozgó, a légi mozgó kivételével                      | 18 168–18 780 kHz 1. ÁLLANDÓHELYŰ 2. Mozgó, a légi mozgó kivételével                      |
| 18 780–18 900 kHz 1. TENGERI MOZGÓ                                                        | 18 780–18 900 kHz 1. TENGERI MOZGÓ                                                        | 18 780–18 900 kHz 1. TENGERI MOZGÓ                                                        | 18 780–18 900 kHz 1. TENGERI MOZGÓ                                                        |
| 18 900–19 020 kHz 1. MŰSORSZÓRÁS                                                          | 18 900–19 020 kHz 1. MŰSORSZÓRÁS                                                          | 18 900–19 020 kHz 1. MŰSORSZÓRÁS                                                          | 18 900–19 020 kHz 1. MŰSORSZÓRÁS                                                          |
| 19 020–19 680 kHz 1. ÁLLANDÓHELYŰ                                                         | 19 020–19 680 kHz 1. ÁLLANDÓHELYŰ                                                         | 19 020–19 680 kHz 1. ÁLLANDÓHELYŰ                                                         | 19 020–19 680 kHz 1. ÁLLANDÓHELYŰ                                                         |
| 19 680–19 800 kHz 1. TENGERI MOZGÓ                                                        | 19 680–19 800 kHz 1. TENGERI MOZGÓ                                                        | 19 680–19 800 kHz 1. TENGERI MOZGÓ                                                        | 19 680–19 800 kHz 1. TENGERI MOZGÓ                                                        |
| 19 800–19 990 kHz 1. ÁLLANDÓHELYŰ                                                         | 19 800–19 990 kHz 1. ÁLLANDÓHELYŰ                                                         | 19 800–19 990 kHz 1. ÁLLANDÓHELYŰ                                                         | 19 800–19 990 kHz 1. ÁLLANDÓHELYŰ                                                         |
| 19 990–19 995 kHz 1. HITELES FREKVENCIA ÉS ÓRAJEL 2. Űrkutatás                            | 19 990–19 995 kHz 1. HITELES FREKVENCIA ÉS ÓRAJEL 2. Űrkutatás                            | 19 990–19 995 kHz 1. HITELES FREKVENCIA ÉS ÓRAJEL 2. Űrkutatás                            | 19 990–19 995 kHz 1. HITELES FREKVENCIA ÉS ÓRAJEL 2. Űrkutatás                            |
| 19 995–20 010 kHz 1. HITELES FREKVENCIA ÉS ÓRAJEL                                         | 19 995–20 010 kHz 1. HITELES FREKVENCIA ÉS ÓRAJEL                                         | 19 995–20 010 kHz 1. HITELES FREKVENCIA ÉS ÓRAJEL                                         | 19 995–20 010 kHz 1. HITELES FREKVENCIA ÉS ÓRAJEL                                         |
| 20 010–21 000 kHz 1. ÁLLANDÓHELYŰ 2. Mozgó                                                | 20 010–21 000 kHz 1. ÁLLANDÓHELYŰ 2. Mozgó                                                | 20 010–21 000 kHz 1. ÁLLANDÓHELYŰ 2. Mozgó                                                | 20 010–21 000 kHz 1. ÁLLANDÓHELYŰ 2. Mozgó                                                |
| 21 000–21 450 kHz 1. AMATŐR 2. MŰHOLDAS AMATŐR                                            | 21 000–21 450 kHz 1. AMATŐR 2. MŰHOLDAS AMATŐR                                            | 21 000–21 450 kHz 1. AMATŐR 2. MŰHOLDAS AMATŐR                                            | 21 000–21 450 kHz 1. AMATŐR 2. MŰHOLDAS AMATŐR                                            |
| 21 450–21 850 kHz 1. MŰSORSZÓRÁS                                                          | 21 450–21 850 kHz 1. MŰSORSZÓRÁS                                                          | 21 450–21 850 kHz 1. MŰSORSZÓRÁS                                                          | 21 450–21 850 kHz 1. MŰSORSZÓRÁS                                                          |
| 21 850–21 870 kHz 1. ÁLLANDÓHELYŰ                                                         | 21 850–21 870 kHz 1. ÁLLANDÓHELYŰ                                                         | 21 850–21 870 kHz 1. ÁLLANDÓHELYŰ                                                         | 21 850–21 870 kHz 1. ÁLLANDÓHELYŰ                                                         |
| 21 870–21 924 kHz 1. ÁLLANDÓHELYŰ                                                         | 21 870–21 924 kHz 1. ÁLLANDÓHELYŰ                                                         | 21 870–21 924 kHz 1. ÁLLANDÓHELYŰ                                                         | 21 870–21 924 kHz 1. ÁLLANDÓHELYŰ                                                         |
| 21 924–22 000 kHz 1. (R) LÉGI MOZGÓ                                                       | 21 924–22 000 kHz 1. (R) LÉGI MOZGÓ                                                       | 21 924–22 000 kHz 1. (R) LÉGI MOZGÓ                                                       | 21 924–22 000 kHz 1. (R) LÉGI MOZGÓ                                                       |
| 22 000–22 855 kHz 1. TENGERI MOZGÓ                                                        | 22 000–22 855 kHz 1. TENGERI MOZGÓ                                                        | 22 000–22 855 kHz 1. TENGERI MOZGÓ                                                        | 22 000–22 855 kHz 1. TENGERI MOZGÓ                                                        |
| 22 855–23 000 kHz 1. ÁLLANDÓHELYŰ                                                         | 22 855–23 000 kHz 1. ÁLLANDÓHELYŰ                                                         | 22 855–23 000 kHz 1. ÁLLANDÓHELYŰ                                                         | 22 855–23 000 kHz 1. ÁLLANDÓHELYŰ                                                         |
| 23 000–23 200 kHz 1. ÁLLANDÓHELYŰ 2. Mozgó, az (R) légi mozgó kivételével                 | 23 000–23 200 kHz 1. ÁLLANDÓHELYŰ 2. Mozgó, az (R) légi mozgó kivételével                 | 23 000–23 200 kHz 1. ÁLLANDÓHELYŰ 2. Mozgó, az (R) légi mozgó kivételével                 | 23 000–23 200 kHz 1. ÁLLANDÓHELYŰ 2. Mozgó, az (R) légi mozgó kivételével                 |
| 23 200–23 350 kHz 1. ÁLLANDÓHELYŰ 2. (OR) LÉGI MOZGÓ                                      | 23 200–23 350 kHz 1. ÁLLANDÓHELYŰ 2. (OR) LÉGI MOZGÓ                                      | 23 200–23 350 kHz 1. ÁLLANDÓHELYŰ 2. (OR) LÉGI MOZGÓ                                      | 23 200–23 350 kHz 1. ÁLLANDÓHELYŰ 2. (OR) LÉGI MOZGÓ                                      |
| 23 350–24 000 kHz 1. ÁLLANDÓHELYŰ 2. MOZGÓ, a légi mozgó kivételével                      | 23 350–24 000 kHz 1. ÁLLANDÓHELYŰ 2. MOZGÓ, a légi mozgó kivételével                      | 23 350–24 000 kHz 1. ÁLLANDÓHELYŰ 2. MOZGÓ, a légi mozgó kivételével                      | 23 350–24 000 kHz 1. ÁLLANDÓHELYŰ 2. MOZGÓ, a légi mozgó kivételével                      |
| 24 000–24 450 kHz 1. ÁLLANDÓHELYŰ 2. FÖLDI MOZGÓ                                          | 24 000–24 450 kHz 1. ÁLLANDÓHELYŰ 2. FÖLDI MOZGÓ                                          | 24 000–24 450 kHz 1. ÁLLANDÓHELYŰ 2. FÖLDI MOZGÓ                                          | 24 000–24 450 kHz 1. ÁLLANDÓHELYŰ 2. FÖLDI MOZGÓ                                          |
| 24 450–24 600 kHz 1. ÁLLANDÓHELYŰ 2. FÖLDI MOZGÓ 3. Rádiólokáció                          | 24 450–24 650 kHz 1. ÁLLANDÓHELYŰ 2. FÖLDI MOZGÓ 3. RÁDIÓLOKÁCIÓ                          | 24 450–24 600 kHz 1. ÁLLANDÓHELYŰ 2. FÖLDI MOZGÓ 3. Rádiólokáció                          | 24 450–24 600 kHz 1. ÁLLANDÓHELYŰ 2. FÖLDI MOZGÓ 3. Rádiólokáció                          |
| 24 600–24 890 kHz 1. ÁLLANDÓHELYŰ 2. FÖLDI MOZGÓ                                          | 24 650–24 890 kHz 1. ÁLLANDÓHELYŰ 2. FÖLDI MOZGÓ                                          | 24 600–24 890 kHz 1. ÁLLANDÓHELYŰ 2. FÖLDI MOZGÓ                                          | 24 600–24 890 kHz 1. ÁLLANDÓHELYŰ 2. FÖLDI MOZGÓ                                          |
| 24 890–24 990 kHz 1. AMATŐR 2. MŰHOLDAS AMATŐR                                            | 24 890–24 990 kHz 1. AMATŐR 2. MŰHOLDAS AMATŐR                                            | 24 890–24 990 kHz 1. AMATŐR 2. MŰHOLDAS AMATŐR                                            | 24 890–24 990 kHz 1. AMATŐR 2. MŰHOLDAS AMATŐR                                            |
| 24 990–25 005 kHz 1. HITELES FREKVENCIA ÉS ÓRAJEL                                         | 24 990–25 005 kHz 1. HITELES FREKVENCIA ÉS ÓRAJEL                                         | 24 990–25 005 kHz 1. HITELES FREKVENCIA ÉS ÓRAJEL                                         | 24 990–25 005 kHz 1. HITELES FREKVENCIA ÉS ÓRAJEL                                         |
| 25 005–25 010 kHz 1. HITELES FREKVENCIA ÉS ÓRAJEL 2. Űrkutatás                            | 25 005–25 010 kHz 1. HITELES FREKVENCIA ÉS ÓRAJEL 2. Űrkutatás                            | 25 005–25 010 kHz 1. HITELES FREKVENCIA ÉS ÓRAJEL 2. Űrkutatás                            | 25 005–25 010 kHz 1. HITELES FREKVENCIA ÉS ÓRAJEL 2. Űrkutatás                            |
| 25 010–25 070 kHz 1. ÁLLANDÓHELYŰ 2. MOZGÓ, a légi mozgó kivételével                      | 25 010–25 070 kHz 1. ÁLLANDÓHELYŰ 2. MOZGÓ, a légi mozgó kivételével                      | 25 010–25 070 kHz 1. ÁLLANDÓHELYŰ 2. MOZGÓ, a légi mozgó kivételével                      | 25 010–25 070 kHz 1. ÁLLANDÓHELYŰ 2. MOZGÓ, a légi mozgó kivételével                      |
| 25 070–25 210 kHz 1. TENGERI MOZGÓ                                                        | 25 070–25 210 kHz 1. TENGERI MOZGÓ                                                        | 25 070–25 210 kHz 1. TENGERI MOZGÓ                                                        | 25 070–25 210 kHz 1. TENGERI MOZGÓ                                                        |
| 25 210–25 550 kHz 1. ÁLLANDÓHELYŰ 2. MOZGÓ, a légi mozgó kivételével                      | 25 210–25 550 kHz 1. ÁLLANDÓHELYŰ 2. MOZGÓ, a légi mozgó kivételével                      | 25 210–25 550 kHz 1. ÁLLANDÓHELYŰ 2. MOZGÓ, a légi mozgó kivételével                      | 25 210–25 550 kHz 1. ÁLLANDÓHELYŰ 2. MOZGÓ, a légi mozgó kivételével                      |
| 25 550–25 670 kHz 1. RÁDIÓCSILLAGÁSZAT                                                    | 25 550–25 670 kHz 1. RÁDIÓCSILLAGÁSZAT                                                    | 25 550–25 670 kHz 1. RÁDIÓCSILLAGÁSZAT                                                    | 25 550–25 670 kHz 1. RÁDIÓCSILLAGÁSZAT                                                    |
| 25 670–26 100 kHz 1. MŰSORSZÓRÁS                                                          | 25 670–26 100 kHz 1. MŰSORSZÓRÁS                                                          | 25 670–26 100 kHz 1. MŰSORSZÓRÁS                                                          | 25 670–26 100 kHz 1. MŰSORSZÓRÁS                                                          |
| 26 100–26 175 kHz 1. TENGERI MOZGÓ                                                        | 26 100–26 175 kHz 1. TENGERI MOZGÓ                                                        | 26 100–26 175 kHz 1. TENGERI MOZGÓ                                                        | 26 100–26 175 kHz 1. TENGERI MOZGÓ                                                        |
| 26 175–26 200 kHz 1. ÁLLANDÓHELYŰ 2. MOZGÓ, a légi mozgó kivételével                      | 26 175–26 200 kHz 1. ÁLLANDÓHELYŰ 2. MOZGÓ, a légi mozgó kivételével                      | 26 175–26 200 kHz 1. ÁLLANDÓHELYŰ 2. MOZGÓ, a légi mozgó kivételével                      | 26 175–26 200 kHz 1. ÁLLANDÓHELYŰ 2. MOZGÓ, a légi mozgó kivételével                      |
| 26 200–26 350 kHz 1. ÁLLANDÓHELYŰ 2. MOZGÓ, a légi mozgó kivételével 3. Rádiólokáció      | 26 200–26 420 kHz 1. ÁLLANDÓHELYŰ 2. MOZGÓ, a légi mozgó kivételével 3. RÁDIÓLOKÁCIÓ      | 26 200–26 350 kHz 1. ÁLLANDÓHELYŰ 2. MOZGÓ, a légi mozgó kivételével 3. Rádiólokáció      | 26 200–26 350 kHz 1. ÁLLANDÓHELYŰ 2. MOZGÓ, a légi mozgó kivételével 3. Rádiólokáció      |
| 26 350–27 500 kHz 1. ÁLLANDÓHELYŰ 2. MOZGÓ, a légi mozgó kivételével 3. CB Rádió          | 26 200–26 420 kHz 1. ÁLLANDÓHELYŰ 2. MOZGÓ, a légi mozgó kivételével 3. RÁDIÓLOKÁCIÓ      | 26 350–27 500 kHz 1. ÁLLANDÓHELYŰ 2. MOZGÓ, a légi mozgó kivételével 3. CB Rádió          | 26 350–27 500 kHz 1. ÁLLANDÓHELYŰ 2. MOZGÓ, a légi mozgó kivételével 3. CB Rádió          |
| 26 350–27 500 kHz 1. ÁLLANDÓHELYŰ 2. MOZGÓ, a légi mozgó kivételével 3. CB Rádió          | 26 420–27 500 kHz 1. ÁLLANDÓHELYŰ 2. MOZGÓ, a légi mozgó kivételével 3. CB Rádió          | 26 350–27 500 kHz 1. ÁLLANDÓHELYŰ 2. MOZGÓ, a légi mozgó kivételével 3. CB Rádió          | 26 350–27 500 kHz 1. ÁLLANDÓHELYŰ 2. MOZGÓ, a légi mozgó kivételével 3. CB Rádió          |
| 27,5–28 MHz 1. METEOROLÓGIA 2. ÁLLANDÓHELYŰ 3. MOZGÓ 4. CB Rádió                          | 27,5–28 MHz 1. METEOROLÓGIA 2. ÁLLANDÓHELYŰ 3. MOZGÓ 4. CB Rádió                          | 27,5–28 MHz 1. METEOROLÓGIA 2. ÁLLANDÓHELYŰ 3. MOZGÓ 4. CB Rádió                          | 27,5–28 MHz 1. METEOROLÓGIA 2. ÁLLANDÓHELYŰ 3. MOZGÓ 4. CB Rádió                          |
| 28–29,7 MHz 1. AMATŐR 2. MŰHOLDAS AMATŐR                                                  | 28–29,7 MHz 1. AMATŐR 2. MŰHOLDAS AMATŐR                                                  | 28–29,7 MHz 1. AMATŐR 2. MŰHOLDAS AMATŐR                                                  | 28–29,7 MHz 1. AMATŐR 2. MŰHOLDAS AMATŐR                                                  |
| 29,7–30,005 MHz 1. ÁLLANDÓHELYŰ 2. MOZGÓ                                                  | 29,7–30,005 MHz 1. ÁLLANDÓHELYŰ 2. MOZGÓ                                                  | 29,7–30,005 MHz 1. ÁLLANDÓHELYŰ 2. MOZGÓ                                                  | 29,7–30,005 MHz 1. ÁLLANDÓHELYŰ 2. MOZGÓ                                                  |

A tartományt egymást követő rendszerben váltakozóan műsorszóró és amatőr rádióforgalmazási sávokra osztották fel.